# Шкляри-Дольне
Шкляри-Дольне (пол. Szklary Dolne) — село в Польщі, у гміні Хоцянув Польковицького повіту Нижньосілезького воєводства.
Населення — 693 особи (2011).
У 1975-1998 роках село належало до Легницького воєводства.

## Демографія
Демографічна структура станом на 31 березня 2011 року:
|          | Загалом | Допрацездатний вік | Працездатний вік | Постпрацездатний вік |
| -------- | ------- | ------------------ | ---------------- | -------------------- |
| Чоловіки | 350     | 81                 | 240              | 29                   |
| Жінки    | 343     | 72                 | 206              | 65                   |
| Разом    | 693     | 153                | 446              | 94                   |